# Látogató programtervezési minta
Az objektumorientált programozásban és a szoftverfejlesztésben a Látogató tervezési minta segítségével tudjuk szétválasztani az algoritmust és az objektum szerkezetét. A gyakorlati eredménye ennek a szétválasztásnak az, hogy képessé válik a program arra, hogy új műveleteket adjunk hozzá a létező objektumstruktúrához anélkül, hogy módosítanánk annak szerkezetét. Ez az egyik útja az OCP (Open-Closed Principle) tervezési alapelv megvalósításának.
A lényege, hogy lehetővé teszi, hogy egy új virtuális funkciót adjunk az osztályokhoz anélkül, hogy az osztályok szerkezetét meg kellene változtatni. Helyette létrejön egy látogató osztály, amely implementálja az összes létező megvalósítását az adott virtuális funkciónak. A látogató tartalmazza a példány referencia beviteli értékét, és lehetővé teszi a kettős metódust.

## Definíció
A négyek bandája (angolul Gang of Four, röviden GoF) szerinti tervezési alapelv így definiálja a Látogató mintát:
Bevezet egy műveletet, ami leírja az elemeket az objektum struktúrájában. Az új műveletet anélkül hozza létre, hogy megváltoztatná az osztályok szerkezetét, amiben működik.
A Látogató a természetéből fakadóan ideális minta ahhoz, hogy csatoljon publikus alkalmazásokat, lehetővé téve, hogy a felhasználók úgy tudjanak ezekben dolgozni, hogy a tényleges osztályok szerkezetét nem változtatják meg.

## Motiváció
Tekintsük például a 2D CAD rendszert. Lényegét tekintve több típusa van, amik leírják a geometriai alakzatokat, mint amilyenek a körök, vonalak és az ívek. Az egységek rétegek szerint elkülönülnek, és a típushierarchia tetején történik a rajzolás, ami egy metódus és a rétegek listájából, valamint néhány property-ből áll.
Az alapművelet ezen a típushierarchián az, hogy mentjük a rajzot egy egyedi fájlkiterjesztésben. Első pillantásra úgy tűnhet, hogy a rajzolást hozzáadtuk minden helyi mentési metódushoz a hierarchia összes típusában. De aztán mi el szeretnénk menteni ezt egy másik fájlformátumban is, és hozzáadni egyre több és több metódust, hogy elmenthessük még sok-sok formátumban, amivel hamarosan telezsúfoljuk a kezdetben viszonylag szegényes geometriai adatstruktúránkat.
A megfelelő út, hogy megfejtsük azt, hogy mik lennének a főbb funkcióink, amik minden fájlkiterjesztéshez használatosak. Ilyen a mentési funkció is, ami tartalmazza a rajzolást, mint bemenetet, és azon áthaladva kódolja azt a specifikus fájlformátumban. Hogyha ezt megtesszük számos különböző formátumban, hamarosan túl sok funkciók közötti duplikációval találkozhatunk. Például, ha mentünk egy körívet raszter formátumban. Ekkor olyan kódot kapunk, ahol nem számít, hogy a raszter kódot milyen speciális esetekre használjuk, mert különbséget tud tenni a primitív alakzatok között, mint amilyenek a vonalak és sokszöget, egyebek. A kód tehát egy nagy külső hurkon halad át az objektumon, ami egy szerteágazó döntési fát tartalmaz, ami lekérdezi menet közben az objektum típusát. A másik probléma a megközelítéssel, hogy nagyon könnyen el tudja hibázni a megfelelő alakzatot egy, vagy több mentésnél, vagy akkor, ha bejön egy új alakzat a képbe, de a belső mentési rutin csak egy fájltípust implementál és többet nem. Ez vezető kód és karbantartási problémákhoz egyaránt vezethet.
Ehelyett alkalmazhatjuk a Látogató tervezési mintát. Ez a minta kódolja a logikai kapcsolatokat az egész hierarchiában, méghozzá egy önálló osztályban, ami minden típusra tartalmaz egy metódust. A mi CAD példánk esetében minden mentési funkció implementálva és elkülönítve lesz jelen a Látogató alosztályaiban. Ez el tudja kerülni a duplikációt típusellenőrzésekkel, valamint bejáró algoritmusokkal, akkor, pedig figyelmeztet, ha egy alakzat kimarad.
Másik motiváció, hogy a beépített ciklusokat újra fel lehet használni. Például lehet egy mappastruktúra feletti ciklus, ami implementálódni tud a Látogató tervezési mintával. Ez lehetővé tudná tenni például, hogy külön funkciókat építsünk be, mint amilyenek a keresések, a mentések, a könyvtártörlések és egyéb hasonlók, valamint a Látogató több funkciójára is használja ugyanazt a ciklust.

## Részletek
A látogató tervezési mintához ajánlott olyan programozási nyelv, amely támogatja az egyszeri küldést. Ebben két alapesetet tekintünk a kód felépítését tekintve. Az egyes osztálytípusok összességét "elemnek", míg a másikat "látogatónak" nevezzük. Az elemnek van egy „elfogadó” metódusa, amely látogatót fogad argumentumként. Az „elfogad” metódus meghívja a „látogat” metódust a látogatóból, amivel az elem átadja önmagát argumentumként a „látogat” metódusban. Így:
- Amikor az „elfogadó” metódust meghívja a program, annak a végrehajtása az alábbiak szerint választ metódust:
  1. Az elem dinamikus típusa.
  2. A látogató statikus típusa.
- Amikor a kapcsolódó „látogat” metódust meghívja a program, akkor annak végrehajtása az alábbiak szerint választ metódust:
  1. A látogató dinamikus típusa.
  2. Az elem statikus típusa, ami már ismert az „elfogadó” metódusból, ahol dinamikus típusú az elem. (Bónuszként, ha a látogató nem tudja kezelni a megadott elemnek a típusát, a fordítóprogram elkapja a hibát.)
- Következésképpen, a látogató implementációja az alábbiak szerint végzi el a beállítást:
  1. Az elem dinamikus típusa.
  2. A látogató dinamikus típusa.

A Common Lisp programozási nyelv a fenti módon implementálva támogatja a több küldő (nem csak feladó) rendszert, amivel egyszerűbben megvalósítható a látogató tervezési minta, mert egy függvényt többféleképpen is túl lehet terhelni. Ez lehetséges más nyelvekben is, például a C#  Dynamic Language Runtime (DLR) segítségével.
Egy egyszerű algoritmus ezen az úton áthalad az elemek gráfján, és közben nagyon sok különböző műveletet tud végrehajtani, úgy, hogy a bejárás során átadja azokat a látogatónak, amit az le is tud kezelni, hiszen az összes elem dinamikus típuson alapul az elemben és a látogatóban is. A látogató megfelel a nyílt/zárt elvnek, mivel csak publikus adatokkal dolgozik, illetve az egyértelmű felelősség elvének, mert a mintát egy külön objektum hozzáadásával valósítja meg.

## Java példa
A következő példa Java programozási nyelven van, és láthatjuk benne azokat a csomópontokat, amiből felépül a logikai fa (konkrétan egy autó összetevőit írja le), illetve annak a nyomtatását mutatja. Ahelyett, hogy létrehoznánk egy „nyomtat” metódust a struktúra minden alosztályában (Wheel (Kerék), Engine (Motor), Body (Kaszni) és Car (Autó)), egy egyszerű látogató osztály (CarElementPrintVisitor) elvégzi a feladatot. Mivel a különböző alosztályok kissé eltérő módon nyomtatnak, úgy a CarElementPrintVisitor az irányítása alá vonja a folyamatot és az adott osztályokban lévő „látogat” metódus alapján hajtja azt végre. A CarElementDoVisitor osztály ugyanígy analóg a különféle formátumra történő mentési művelettel.

### Diagram
//UML ábra//